# 巢王妃杨氏
巢王妃杨氏（?—?），名不详。原为巢王李元吉的王妃，后成为唐太宗李世民的姬侍，生下唐太宗第十四子曹王李明。

## 生平
《旧唐书·后妃列传》没有记载杨氏的生平，仅有“杨氏生曹王明”一句。从《旧唐书》杨恭仁的传记中推论，她应是隋朝宗室（观王房）后裔，杨恭仁、杨师道兄弟的从侄女。杨氏的生平，主要出于《新唐书》和《资治通鉴》的记载。杨氏初为齐王李元吉王妃，未知是否为李元吉生育子女。
武德二年（619年），汉帝刘武周攻打李元吉镇守的并州，屡战屡胜，李元吉害怕，以率强兵出战为由骗司马刘德威率老弱守城，趁夜率妻妾弃军奔回京城，并州失陷。
武德九年（626年）发生玄武门之变，李元吉被李世民所杀，五个年幼的儿子全部被处决，齐王府被抄没。齐王府女眷的下落，史书没有记载。杨氏在玄武门之后的具体生活细节则已不可考。根据李元吉庶女归仁县主的墓志可知，杨氏曾与她的生母一同抚养归仁县主。而李元吉第六女新野县主李令（624年—662年）的墓志则提及太宗对她“恩加鞠养”，李令可能与太宗及他的后妃儿女一同生活在长安城的皇宫中，并在出嫁前获得了县主的封号和食邑。唐朝时，罪犯女眷进入宫廷后，获得皇帝宠爱成为后宫的例子并不鲜见。杨氏在是否是与李元吉的妾室、女儿一同没入宫中，在何时、以何种方式成为唐太宗的后宫，因史料缺失，皆不可考。
根据《新唐书》与《资治通鉴》的记载，杨氏受到唐太宗的宠爱，在文德皇后于636年去世后，唐太宗欲立杨氏为皇后，被魏征以辰嬴的例子劝阻。貞觀十六年（642年），齐王李元吉被追封为巢王，杨氏因此被称为巢王妃杨氏。史书没有记载唐太宗是否正式册封杨氏为妃，如果杨氏没有入太宗后宫嫔妃的编制中，那杨氏充其量只能算是个姬侍，只知在634年至647年间，杨氏生下一個兒子，取名李明，為唐太宗第十四子；杨氏此后的生平亦不可知，最终也没有陪葬唐太宗昭陵。
貞觀二十一年（647年），杨氏与太宗所生的兒子李明封为曹王，后过继给李元吉为嗣子。而《旧唐书》與《新唐书》认为是唐高宗下诏过继李明为巢王之后。
元朝时，集贤大学士陈颢曾称“唐太宗册曹王明之母为后”，未知据何。清朝俞正燮及《新元史·后妃列传》明确指出陈颢此语误。

## 影视作品
由於巢王妃與唐太宗楊妃同為楊氏，巢王妃後又被唐太宗為納。而楊妃身份貴胄但史書中對其的記載甚少，僅在吳王李恪的傳記提及，唯有寥寥數語。因此部分影視作品當中，編劇把兩人混為一談加以戲說。

### 電視劇
| 年份 | 劇名         | 演員   | 剧中姓名 | 劇中稱謂 | 註解                                       |
| 1992 | 大唐風雲錄   | 林美照 | 楊瑤紅   | 齊王妃   | 劇尾因玄武門之變的殺夫之仇，終生不見李世民 |
| 1993 | 唐太宗李世民 | 傅艺伟 | 杨吉儿   | 杨妃     | 劇中把唐太宗楊妃與巢王妃楊氏結合為一人     |
| 2001 | 贞观之治     | 李嘉一 |          | 齊王妃   | 劇中生下李元吉遗腹子                       |
| 2014 | 武媚娘传奇   | 周海媚 | 杨氏     | 杨淑妃   | 劇中把唐太宗杨妃與巢王妃楊氏結合為一人     |
| 2020 | 天下长安     | 梁婧嫻 | 楊蕤     | 齊王妃   |                                            |
| 2021 | 風起霓裳     | 席与立 | 杨氏     | 杨妃     |                                            |

## 备注
1. ↑  唐朝宫庭中，罪犯女眷通常进入掖庭宫，为皇室服劳役。